# Pedro el Escamoso
Pedro el Escamoso è una telenovela colombiana trasmessa dal canale Caracol Televisión dal 2001 al 2003. È stata trasmessa in vari altri paesi, tra cui Spagna, Stati Uniti d'America, Repubblica Dominicana, Ecuador, Bolivia ed altri. In Perù, la serie è stata trasmessa da ATV ed era conosciuta per El baile del Pirulino, cantato originariamente dai Golden Boys negli anni 1960. Ha ricevuto un buon risultato di rating, specialmente in Colombia e Ecuador.
Racconta la storia di Pedro Coral Tavera, un donnaiolo che beve molto e che va nella città di Bogotà. Arrivato, incontra Paula Dávila, che in meno di 48 ore diventa il suo autista. E qui inizia a la storia di Pedro che basa il rapporto con Paula e la famiglia di lei, su continue bugie.